# Macrobrachium fukienense
Macrobrachium fukienense is een garnalensoort uit de familie van de Palaemonidae. De wetenschappelijke naam van de soort is voor het eerst geldig gepubliceerd in 1980 door Liang & Yan.